# Marian Kwiecień
Marian Kwiecień (ur. 7 sierpnia 1949 w Zawichoście) – polski przedsiębiorca, w okresie PRL-u dyrektor Zakładu Przemysłu Pończoszniczego „Feniks”, od kilkunastu lat znajdujący się na liście 100 najbogatszych Polaków tygodnika „Wprost”.

## Życiorys
Ukończył studia na Wydziale Ekonomiczno-Socjologicznym Uniwersytetu Łódzkiego. W 1977 uzyskał dyplom biegłego księgowego (wpis na listę Ministerstwa Finansów jako biegły księgowy uprawniony do badania bilansu przedsiębiorstw).
Po ukończeniu studiów pracował w największej fabryce grzejników żeliwnych w Stąporkowie jako zastępca głównego księgowego. W 1976 rozpoczął pracę jako główny księgowy w Zakładach Jedwabniczych Wistil w Kaliszu, po czym ze względów rodzinnych i mieszkaniowych w 1979 przeniósł się do Łodzi i rozpoczął pracę w Zakładach Dziewiarskich Marko jako dyrektor ekonomiczno-finansowy. W 1984 r. przy poparciu Komitetu Dzielnicowego PZPR na Widzewie został dyrektorem Zakładu Przemysłu Pończoszniczego „Feniks” w Łodzi. W fabryce rajstop wprowadził akord, zwiększył produkcję i zaczął zwalniać ludzi.
W 1987 wspólnie z żoną założył prywatną firmę „Gramark” w Wiączyniu Dolnym produkującą swetry i pończochy.
W 1993 kupił Zakład Surowców Chemicznych i Mineralnych w Piotrowicach. W ciągu 3 lat w wyniku rozszerzenia asortymentu o wypełniacze dolomitowe i chemię budowlaną oraz dużych nakładów inwestycyjnych zwiększył produkcję do ok. 8000 t miesięcznie. W krótkim okresie okazało się to niewystarczające, potrzeby rynku były o wiele większe, więc stworzono Piotrowice II. Osiągnięte wyniki Piotrowic I i II i dynamiczny rozwój tych firm umożliwiły kupno giełdowej spółki, jednej z największych w przemyśle lekkim, Wistilu, która po dużej modernizacji dokonała zakupu „Haftu” stając się potęgą w produkcji firan, a następnie kupiła i stworzyła grupę porcelanową składającą się z zakładów „Lubiana” i „Chodzież”. Mając uprzednio kupiony Ćmielów grupa ta stała się największą grupą w Polsce i Europie.
W okresie kryzysu słuszność stworzenia tak silnej grupy porcelanowej została potwierdzona faktem niezachwiania tych firm w świetle upadłości i likwidacji szeregu firm porcelanowych w Polsce i Europie. Inwestycje w porcelanie to w Lubianie 38 mln, Chodzież 13, Ćmielów 20 mln. Są to najbardziej nowoczesne zakłady w Polsce i Europie.
W 2004 nabył pakiet kontrolny i został prezesem Lerg S.A. w Pustkowie Osiedlu (od lat 70. producent i eksporter żywic syntetycznych) Po nakładach przekraczających 60 mln zł i istotnych zmianach organizacyjnych firmę cechuje sprzedaż na poziomie 300 mln zł, dobra rentowność i gotowość do kolejnych inwestycji kapitałowych i rozwojowych.

## Fabryki należące do rodziny Kwietniów
- Chodzież: Fabryka porcelany
- Ćmielów: Fabryka porcelany
- Kalisz: fabryka firanek „Haft”, Zakłady Przemysłu Jedwabniczego „Wistil”
- Łódź: „Gramark” (dziewiarstwo), Fabryka Nici „Ariadna”, „Eurodom” (dystrybucja)
- Łubiana: Fabryka Porcelany „Lubiana”
- Pustków: „Lerg” SA
- Tarnobrzeg: ZPSCHiM „Piotrowice I”, ZSCHiM „Piotrowice II” ZPSM „Piotrowice III”
- Zawichost: Piotrowice SP. Z O.O

### Miejsce na liście najbogatszych Polaków według tygodnika „Wprost”
- 2009 r. – miejsce 35 (700 mln zł)
- 2008 r. – miejsce 21 (1400 mln zł)
- 2007 r. – miejsce 17 (1400 mln zł)
- 2006 r. – miejsce 17 (960 mln zł)
- 2005 r. – miejsce 16 (930 mln zł)
- 2004 r. – miejsce 29 (530 mln zł)
- 2003 r. – miejsce 26 (480 mln zł)